# Улица Карла Маркса (Верх-Нейвинский)
У́лица Ка́рла Ма́ркса (ранее — Больша́я Прое́зжая, Невья́нская) — улица в посёлке городского типа Верх-Нейвинском Невьянского района Свердловской области России. Издавна улица была частью дороги на Невьянск.

## Расположение и благоустройство
Улица Карла Маркса пролегает от центральной части Верх-Нейвинского до самого севера посёлка. Она является одной из улиц, образующих северное (рудянское) направление застройки от центра. Протяжённость улицы Карла Маркса составляет примерно 1,7 километра. Улица имеет асфальтовое покрытие и фонарное освещение. В нескольких местах на улице Карла Маркса установлены площадки для сбора ТБО.

### До пересечения с улицей Мира
Начало улицы Карла Маркса находится в районе газовой котельной Верх-Нейвинска, от поворота на улицу Калинина. Жилые дома и другие объекты по улице Карла Маркса имеют чётную и нечётную нумерацию. По чётной стороне номер первого объекта (котельная) — 12, первого жилого дома — 14. В связи с этим можно предположить, что начало данной улицы в прошлом находилось чуть дальше. Южнее поворота с улицы Калинина на улицу Карла Маркса расположено внутридворовое пространство двух пятиэтажек — дома № 5 по улице 8 Марта и дома № 18 по улице Ленина. Данные многоквартирные дома были построены лишь во второй половине XX века. Ранее здесь была малоэтажная застройка, поэтому улица Карла Маркса могла начинаться от улицы 8 Марта.
В самом начале улица Карла Маркса имеет почти строго северо-западное направление (по мере увеличения нумерации домов). Примерно в 60 метрах от её начала по нечётной (западной) стороне к улице примыкает односторонний междуквартальный проезд, ведущий со стороны улицы Ленина. Выезд на автомобиле в сторону Ленина запрещён — здесь стоит дорожный знак «Въезд запрещён». Вдоль нечётной стороны здесь проходит забор авторемонтного предприятия, а вдоль обочины тянется единственный тротуар улицы Карла Маркса. Её начало проходит по склону небольшой горы, расположенной в квартале частной застройки. Примерно в 120—130 метрах от начала улицы дорога превращается в спуск до пересечения улицы Карла Маркса с улицей Мира. На всём протяжении от начала до данного перекрёстка улица широка. От изначального северо-западного направления участок на стометровом спуске отклоняется на несколько градусов по часовой стрелке — направление меняется на северо-северо-западное.

### От улицы Мира до поворота на улицу Баскова
Перекрёсток улиц Карла Маркса и Мира опасен для участников движения. Главной дорогой здесь является начало улицы Мира, переходящее в продолжение улицы Карла Маркса. Улица Мира уходит на восток, в гору, по склону которой проходит Карла Маркса. Далее автодорога по улице Карла Маркса становится оживлённой. Данный участок дороги протяжённостью около 720—730 метров сохраняет северо-северо-западное направление, почти не отклоняясь от него. В середине участка улица превращается в пологий подъём, так как проходит по западному склону Сухой горы (Киндарейки).
Кроме пересечения с улицей Мира и межквартальным односторонним проездом в центре посёлка улица Карла Маркса фактически не пересекается с другими улицами. От неё лишь отходят несколько межквартальных проходов (проездов), соединяющих её с соседними улицами Ленина и Баскова, проходящими к западу и востоку от улицы Карла Маркса, параллельно последней. В районе первого корпуса школы имени А. Н. Арапова соседняя улица Ленина отклоняется от направления улицы Карла Маркса, и между ними от школы проходит ещё одна улица — Арапова, к которой со стороны улицы Карла Маркса тоже ведут два междуквартальных прохода. После вышеупомянутого участка длиной свыше 700 метров с нечётной (западной) стороны к улице примыкает переулок Карла Маркса, соединяющий её с улицами Арапова и Ленина и являющийся спуском с горы (подъёмом в гору). Севернее перекрёстка одноимённых улицы и переулка следует 50-метровый участок улицы Карла Маркса, который плавно переходит в поворот на северо-восток, на соседнюю улицу Баскова.

### После поворота на улицу Баскова
После поворота на улицу Баскова улица Карла Маркса теряет вид проезжей дороги и проходит ещё приблизительно 720—730 метров. Севернее поворота дорога вновь превращается в спуск, после чего рельеф местности здесь почти не колеблется.
Улица Баскова отклоняется от направления улицы Карла Маркса, и между двумя северными верх-нейвинскими улицами рождается ещё одна — Демьяна Бедного. В самом её начале к ней стороны улицы Карла Маркса есть заезд. В этом районе улицу пересекает фактически пересохшая речка Летник, берущая начало на перевале между Берёзовой и Сухой горами и впадающая в Нейву по правому берегу. Севернее по чётной стороне улицы Карла Маркса на улицу Демьяна Бедного ведёт ещё один междуквартальный проход, а почти на самом севере обеих улиц их соединяет переулок Демьяна Бедного, проходящий до улицы Баскова. С западными улицами Арапова и Ленина улица Карла Маркса тоже соединена проходами и одним проездом.
Улица Карла Маркса уходит в тупик. Немного севернее конца жилой застройки протекает ещё один правый приток Нейвы — река Лобачёвка.

## Происхождение названия и история
Улица Карла Маркса имеет особую историческую ценность для посёлка Верх-Нейвинского.
Её современное название появилось в начале 1930-х годов. Оно связано с именем Карла Генриха Маркса (1818—1893) — одного из основоположников коммунизма. До переименования улица называлась Большой Проезжей. Также с середины XIX века она была известна как Невьянская. Такие наименования были связаны с её транспортным значением — во времена Российской империи здесь проходил тракт на Невьянск через другие горнозаводские поселения: Нейво-Рудянку и Шуралу. Невьянский тракт проходил по самой Большой Проезжей улице и переходил в соседнюю Рудянскую улицу (ныне улица Баскова). По этому тракту шли торговые караваны с различными товарами, реализацию которых осуществляли местные купцы. Для полноценной работоспособности Верх-Нейвинского завода до 1878 года по дороге шли обозы с продукцией, отправляемой из соседних заводов, например: Нейво-Рудянского и Верхнетагильского. В самом же Невьянске ранее была Верх-Нейвинская улица, позднее переименованная в Толмачёва. На улице проживало множество семей торговых и служащих людей, дома которых и по сей день украшают посёлок.
До 1917 года ежегодно по Большой Проезжей улице крестным ходом проходили люди из Нейво-Рудянки. Начало же процессии шло из верхнетагильской Знаменской церкви. Во главе священного шествия под пение Богородичных песнопений верующие несли чудотворный образ Божией Матери «Знамение». Икону приносили 8 мая к дню памяти святителя Николая Чудотворца в канун престольного праздника Верх-Нейвинского завода. 10 мая после торжественного богослужения Знаменскую икону несли крестным ходом в село Тарасково. Она находилась там два дня, после чего её возвращали обратно в Верх-Нейвинск, где она и пребывала в Никольском храме в течение двух недель. Затем святой образ вновь проносили по Большой Проезжей улице, возвращая его крестным ходом обратно через Нейво-Рудянку в Верхний Тагил.

## Застройка и объекты
Улица Карла Маркса почти целиком застроена частными малоэтажными жилыми домами, которых насчитывается приблизительно 130. Лишь в начале улицы, до её пересечения с улицей Мира, есть несколько объектов, не являющихся жилыми домами. К началу улицы Карла Маркса и улицы Калинина примыкает газовая котельная (здание № 12), открытая в 2016 году. По нечётной стороне к ней примыкает авторемонтное предприятие — здание № 5. Дом № 26 является единственным двухэтажным многоквартирным домом на улице Карла Маркса. Он немного удалён от улицы на восток, а перед ним расположены здания № 24 и 28 — Центр инклюзивной культуры и кафе «Джоли & Пит» соответственно. Некоторые жилые дома имеют необычный облик, например: дом фельдшера Машанова. Они представляют собой архитектуру городской застройки XIX и начала XX веков. При жилом доме № 60 работает частный ветеринарный кабинет.

### Центр инклюзивной культуры
В доме 24 размещается первое инклюзивное культурно-образовательное учреждение на Урале — Центр инклюзивной культуры. Он был открыт в здании бывшего мебельного магазина организацией «Благое дело» в 2021 году при содействии и помощи других организаций. В данном культурном учреждении проводятся различные музыкальные выступления и концерты, фестивали и театральные представления, праздники, выставки и мастер-классы, показы кинофильмов и просветительские лекции, а также встречи с интересными людьми. Особенность работы данного центра в доступности участия в мероприятиях инвалидам.

### Дом земского фельдшера Машанова

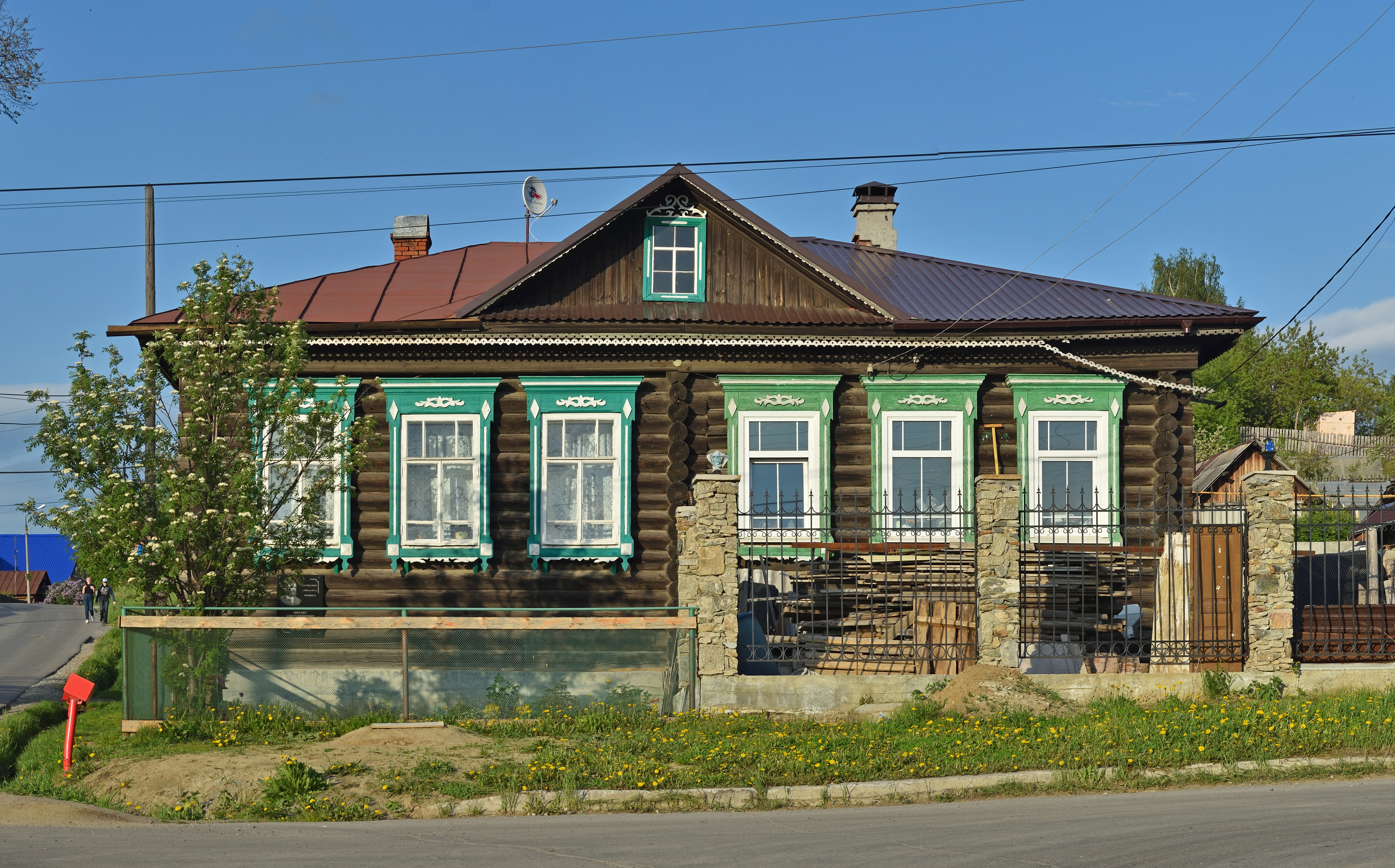
Дом фельдшера Машанова

Дом 34 — образец деревянной городской архитектуры начала XX века. Современный дом был построен на месте сгоревшего в начале XX века дома 1880-х годов постройки. В 1889—1937 годах здесь проживал Михаил Константинович Машанов (1858—1937) — земской и заводской (поселковый) фельдшер, почётный гражданин Верх-Нейвинска. Михаил Константинович был очень внимательным к своим пациентам лекарем и всегда старался им помочь, за что был очень уважаем. Он лечил не только верх-нейвинцев, но и жителей окрестных поселений. В мае 2017 года в память о Михаиле Машанове на стене дома была торжественно установоена мемориальная доска.

### Деревянная городская застройка
|  |  |

Дом фельдшера Машанова — это далеко не единственный образец старинной деревянной застройки центра заводского посёлка Верх-Нейвинского. Рядом с ним, через улицу Мира, расположены другие дома с необычной архитектурой. Особенно выделяются резные оконные наличники и орнаменты по углам домов. Примечательны дома 36 и 38.

### Дом сербишинских монахинь
Сегодня дом 52 представляет собой обычную шлакобетонную жилую постройку. До 2005 года на её месте стоял бревенчатый дом, изначально двухэтажный. Изба сильно осела, и первый этаж «ушёл» под землю. В XX веке в этом доме проживали монахини, перебравшиеся в Верх-Нейвинск из женского монастыря во имя Пресвятой Богородицы в честь Её Введения, который располагался в деревне Сербишино. В 1924 году монастырь закрыли, но монахини по-прежнему поддерживали порядок в своей обители. В 1935 году советскими властями монастырь был окончательно закрыт, осквернён и снесён.
Сербишинские монахини поселились в посёлке в конце 1920-х годов. По рассказам старожилов, монахинь тогда было пять. Они трудились при Свято-Николаевском храме и изначально проживали в сторожке у храма. После его закрытия в 1937 году они поселились в районе Крутяка и стали заниматься рукоделием.
В годы Великой Отечественной войны они поселились в доме по улице Карла Маркса. В своём доме женщин приютила Евдокия Ивановна Верхотуркина, муж которой давно умер, а взрослые сыновья Иван и Павел жили отдельно. Монахинь к тому времени осталось трое: монахиня Параскева Александровна Шальных (1889 г. р.), а также две рясофорные инокини Мария и Александра. С ними постоянно проживала их воспитанница — сирота Наташа. Также в постоянном общении с монахинями была верх-нейвинка Екатерина Никифоровна Шилова (1892—1972), урождённая Старожилова. После закрытия верх-нейвинских храмов она установила связь между всеми монахинями и верующими из других поселений.
Позже верующие женщины смогли выкупить дом у Верхотуркиных. Здесь обустроили тайный молитвенный дом, на втором этаже разместили иконы и соорудили алтарь. Руководил обителью священник Михаил Мягков (1892—1953). Со временем сюда стали приходить верующие верх-нейвинцы. По большим праздникам из города Невьянска к монахиням приезжал протоиерей Ксенофонт Бондарчук. Переехав на служение в Знаменский храм Верхнего Тагила, отец Ксенофонт по-прежнему старался навещать пожилых инокинь. Позднее посещать Верх-Нейвинск и совершать богослужения в молитвенном доме продолжил невьянский митрофорный протоиерей Николай Яблонский (1875—1951). Иногда вместе с ним из Верхнего Тагила приезжал священник Павел Трусов, из Свердловска приезжала монахиня Агапия, также бывшая насельница Ново-Тихвинского монастыря. Самыми частыми прихожанами тайного прихода были местные жители: Пётр Ильич Кичигин (бывший староста Николаевского единоверческого храма), Ирина Ксенофонтовна Колмогорова, Екатерина Георгиевна (супруга отца Михаила Мягкова), Апполинария Ивановна Быкова и помощница инокинь Екатерина Никифоровна.
Как долго просуществовал православный приход, неизвестно. По воспоминаниям верх-нейвинцев, к началу 1950-х годов в доме проживали последняя пожилая монахиня Параскева и её приёмная дочь Наталья Степановна (в замужестве Яргина). В середине 50-х Параскева скончалась, после чего Екатерина Шилова переехала в Невьянск.

## Транспорт

### Автомобильный транспорт
По данным генерального плана городского округа Верх-Нейвинский, улица Карла Маркса, как и соседние улицы Ленина и Баскова, обеспечивает дорожную связь между центром и севером посёлка Верх-Нейвинского. Наиболее усиленное движение транспорта осуществляется по участку улицы Карла Маркса от перекрёстка с улицей Мира до поворота на улицу Баскова. Данный участок дороги является частью пути в северную часть жилой застройки посёлка — на Зимняк (район улицы Баскова), побережье Малого пруда и реки Нейвы (район к западу улицы Карла Маркса), а также на Новое кладбище, в колективный сад № 5 садоводческого товарищества «Нейва-С», на мусоросжигательный завод «Интер» и другие предприятия.

### Автобусный транспорт
По улице Карла Маркса осуществляется движение дачного автобуса № 106 «Вокзал — Кладбище — Сад № 5 — Вокзал». На улице расположены два остановочных пункта: между перекрёстком улиц Мира и Карла Маркса и ветеринарным кабинетом — остановка «Мира» (остановки в двух направлениях движения несколько удалены друг от друга), возле поворота на переулок Карла Маркса (спуск к Малому пруду) — остановка «Карла Маркса». Для северной части улицы ближайшей остановкой по этому маршруту является «Баскова», расположенная на соответствующей улице, у поворота на переулок Демьяна Бедного.
Южная часть улицы Карла Маркса находится в центре Верх-Нейвинского, в непосредственной близости от параллельной улицы Ленина, по которой осуществляется движение автобуса № 108 «Вокзал — 8 Марта». В отличие от дачного 106-го маршрута 108-й автобус курсирует регулярно: каждые 15 минут по будням и каждые 20 минут по выходным и праздничным дням. Ближайшая остановка «Демидовская» находится вблизи междуквартального одностороннего проезда, соединяющего начало улицы Карла Маркса и улицу Ленина.
Автобусные остановки в районе улицы Карла Маркса
| Автобусный маршрут                           | Название остановки | Расположение                                           |
| № 106 «Вокзал — Кладбище — Сад № 5 — Вокзал» | «Баскова»          | На ул. Баскова, возле поворота на пер. Демьяна Бедного |
| № 106 «Вокзал — Кладбище — Сад № 5 — Вокзал» | «Карла Маркса»     | Возле поворота на пер. Карла Маркса                    |
| № 106 «Вокзал — Кладбище — Сад № 5 — Вокзал» | «Мира»             | Между ул. Мира и ветеринарным пунктом                  |
| № 108 «Вокзал — 8 Марта»                     | «Демидовская»      | На ул. Ленина, рядом с пл. Революции                   |

     — Автобусные остановки на других улицах